# Setanta apicalis
Setanta apicalis är en stekelart som först beskrevs av Tohru Uchida 1926.  Setanta apicalis ingår i släktet Setanta och familjen brokparasitsteklar. Inga underarter finns listade i Catalogue of Life.